# 2. divize (mobilizace 1938)
2. divize byla vyšší jednotkou, působící v rámci I. sboru ve druhém sledu obrany v oblasti Plzně, kde hlavní obranné postavení bylo bráněno jednotkami Hraniční oblasti 32, se kterou 2. divize představovala tzv. "mobilizační dvojčata".
Velitelem 2. divize byl brigádní generál Václav Pozdíšek.
Stanoviště velitele se nacházelo v Plzni – Doubravce.

## Úkoly 2. divize
Podpora jednotek Hraniční oblasti 32 na směru nepřátelského útoku.
Hodnotu 2. divize v případném manévrovém boji s německými jednotkami znevýhodňoval fakt, že nedisponovala žádnými protitankovými kanony. Případným nepřátelským obrněným jednotkám by tak mohly plnohodnotně čelit jen 3 tanky, zařazené u smíšeného předzvědného oddílu.

## Podřízené jednotky
- pěší pluk 68
- pěší pluk 85
- pěší pluk 96
- dělostřelecký pluk 2
- smíšený přezvědný oddíl 2
- ženijní rota 2
- telegrafní prapor 2

## Početní stav k 1. říjnu 1938[1]
- ~ 12 000 mužů